# Udo Wagner
Udo Wagner (Bautzen, 2 de noviembre de 1963) es un deportista alemán que compitió para la RDA en esgrima, especialista en la modalidad de florete.
Participó en dos Juegos Olímpicos de Verano, obteniendo en total dos medallas, plata en Seúl 1988, en la prueba individual, y oro en Barcelona 1992, en la prueba por equipos (con Ulrich Schreck, Thorsten Weidner, Alexander Koch e Ingo Weißenborn).
Ganó cuatro medallas en el Campeonato Mundial de Esgrima entre los años 1986 y 1994.

## Palmarés internacional
| Representando a la RDA   |                      |                   |                     |
| Juegos Olímpicos         |                      |                   |                     |
| Año                      | Lugar                | Medalla           | Prueba              |
| 1988                     | Seúl (Corea del Sur) | Medalla de plata  | Florete individual  |
| Campeonato Mundial       |                      |                   |                     |
| Año                      | Lugar                | Medalla           | Prueba              |
| 1986                     | Sofía (Bulgaria)     | Medalla de bronce | Florete por equipos |
| Representando a Alemania |                      |                   |                     |
| Juegos Olímpicos         |                      |                   |                     |
| Año                      | Lugar                | Medalla           | Prueba              |
| 1992                     | Barcelona (España)   | Medalla de oro    | Florete por equipos |
| Campeonato Mundial       |                      |                   |                     |
| Año                      | Lugar                | Medalla           | Prueba              |
| 1991                     | Budapest (Hungría)   | Medalla de plata  | Florete por equipos |
| 1993                     | Essen (Alemania)     | Medalla de oro    | Florete por equipos |
| 1994                     | Atenas (Grecia)      | Medalla de plata  | Florete por equipos |